# Takeuchi Miyu
Takeuchi Miyu (竹内美宥 (Trúc Nội Mỹ Hựu)) sinh ngày 12 tháng 1 năm 1996 tại Tokyo, Nhật Bản. Cô từng là thành viên của nhóm nhạc thần tượng Nhật Bản AKB48 trong 9 năm, cô thông báo tốt nghiệp vào năm 2018.

## Sự nghiệp
Takeuchi Miyu sinh ra tại Tokyo, Nhật Bản,  trong một gia đình có mẹ là nghệ sĩ opera, Miyu có thể chơi được piano, guitar, kèn trumpet, cô ấy còn học ballet cơ bản từ khi còn rất nhỏ. Lớn lên Miyu tham gia học tại Đại học Keio, ngôi trường danh giá và có truyền thống bậc nhất Nhật Bản. Ngoài ra cô gái này còn có thể tự sáng tác nhạc.
2008: Trước khi ra mắt tại  AKB48
Trước khi gia nhập AKB48, Takeuchi  ký hợp đồng với Stardust Production vào năm 2004. xuất hiện trong MV "Ameagari no Kyū na Sakamichi" của nhóm nhạc rock Little By Little,  Miyu từng là thành viên của nhóm nhạc nữ Fruits, bước ra từ chương trình truyền hình  "Songs Star !!". Năm 2008, nhóm ra mắt với đĩa đơn "Koi no Saison" và họ tan rã vào năm 2009.

### 2009–2018: AKB48 vàProduce 48
Miyu vượt qua các buổi thử giọng để trở thành thực tập sinh của AKB48 vào năm 2009. Trong khoảng thời gian này, cô là một phần của nhóm nhỏ Mini Skirt và phát hành ca khúc "Mini Skirt no Yōsei" nhằm quảng cáo cho thương hiệu trò chơi Pretty Rhythm: Mini Skirt, game mà cô xuất hiện làm nhân vật  trong bản cập nhật mùa 2. Miyu lần đầu chính thức ra mắt dưới danh nghĩa một thành viên của AKB48 vào năm 2010, sau đó hoạt động cùng Team 4 mới thành lập vào năm 2011, vào tháng 5 cô được chọn trở thành một phần của nhóm nhỏ "Ojarumaru Sisters" để hát "Hatsukoi wa Mitsuru", được sử dụng làm nhạc nền anime Ojarumaru
Miyu kí hợp đồng với công ty giải trí OH! Enterprise vào năm 2012. Không lâu sau đó, Team 4 bị giải tán và Miyu đã được chuyển qua Team B. Cô sau đó đã lập kênh Youtube của riêng mình và đăng tải nhiều bản cover lẫn tự phối khí nhạc Nhật, Hàn, Âu Mỹ.
Vào năm 2018, Miyu tham gia chương trình truyền hình thực tế sống còn Produce 48 và biểu diễn trên sân khấu M Countdown tập 570 vào ngày 10 tháng 5.
Ngày 31 tháng 8, cô dừng chân ở hạng 17 dù trước đó là một trong những ứng cử viên nặng kí khi liên tục nằm trong Top 12. Ngày 5 tháng 9, cô tuyên bố tốt nghiệp khỏi AKB48 nhưng vẫn sẽ tiếp tục có những hoạt động cùng nhóm cho đến ngày 25 tháng 12 năm 2018.
Vào giữa tháng 10, M/V No Way Man của AKB48 đã được ra mắt với 30 thành viên được bầu chọn trong Senbatsu, bao gồm Miyu. Ngày 31 tháng 12, hợp đồng giữa Miyu và OH! Enerprise chấm dứt. Miyu đã đến Hàn Quốc và tìm cho mình một công ty giảI trí phù hợp
Miyu là thành viên thuộc thế hệ thứ 9 của AKB48. Cô được các fan từ Nhật đến Hàn nhận xét là một ca sĩ và vũ công tài năng và là thế hệ vàng của AKB Group, những cái tên thuộc thế hệ này đã từng và đang đảm nhận những vị trí quan trọng trong AKB. Hầu hết mọi người trong thế hệ vàng đều trở nên nổi bật. Nhưng chỉ Miyu thì lại không thể bật lên trong thế hệ của mình, không phải vì Miyu thiếu tài năng hay bị quản lý quên lãng mà là vì Miyu chưa bao giờ được sự may mắn "ngẩng đầu" vào, cô được coi là một "ca sĩ trong sự thầm lặng" (Vì Miyu chưa bao giờ bộc lộ ra tài năng của mình trước mọi người và xã hội). Nhưng Miyu lại thông minh với tấm bằng đại học hàng đầu Nhật Bản, không chỉ thế, cô rất xinh đẹp, tài năng và đầy đam mê, Miyu còn là một cô gái tốt bụng, nhân hậu và hiền hòa. Tưởng chừng tất cả các yếu tố ấy sẽ khiến ACE gốc của gen 9 bật lên, nhưng vậy, giữa vườn hoa trăm sắc màu của AKB48 thì cái tên Miyu vẫn còn là một bông hoa " không màu" với rất nhiều người.

### 2018 - 2021: Hoạt động tại Hàn Quốc cho Mystic Story
Vào tháng 3 năm 2019, Miyu đã đăng trên Twitter về việc cô kí hợp đồng gia nhập Mystic Story với tư cách là nghệ sĩ solo. Ngày 22 tháng 10, Miyu đã góp giọng vào ca khúc "My Type", sáng tác bởi CEO của Mystic - Yoon Jongshin. "My Type" nằm trong dự án Monthly Project 2019. Trong năm này, cô đã nhiều lần đi hát busking solo hoặc cùng với các thực tập sinh khác. Miyu được kì vọng sẽ là một thành viên nổi bật trong girlgroup chuẩn bị sắp ra mắt vào năm 2020 của Mystic.
Vào ngày 24 tháng 2 năm 2021, nữ ca sĩ phát hành đĩa đơn solo thứ 2 mang tên "Forbidden Game" (왠지 그럼 안될 것 같아) trong khuôn khổ Yoon Jong Shin Monthly Repair Project của Yoon Jong Shin.
Vào ngày 3 tháng 5 năm 2021, Takeuchi tuyên bố kết thúc hợp đồng độc quyền với Mystic Story

### 2021-nay: Ra mắt solo
Vào ngày 16 tháng 2 năm 2024, Miyu thông báo rằng cô sẽ ra mắt solo với bài hát do chính cô viết và sản xuất mang tên "Memoirs" vào ngày 23 tháng 2 dưới nghệ danh MIYUMIYU.

## Đời tư
Takeuchi  học tại Đại học Keio vào 2013, tham gia khóa học tại Shonan Fujisawa Campus trong khi tiếp tục biểu diễn cùng AKB48 tại Nhà hát ở Akihabara.

## Danh sách đĩa nhạc

### Nghệ sĩ chính
| Năm  | Tên                                      | Album                                        |
| ---- | ---------------------------------------- | -------------------------------------------- |
| 2019 | "My Type" (내 타입)                      | Yoon Jong Shin Monthly Project 2019: October |
| 2021 | Forbidden Game" (왠지 그럼 안될 것 같아) | Yoon Jong Shin Monthly Repair Project        |
| 2024 | Memoirs                                  | Memoirs (まとめ)                             |

### Video âm nhạc đã xuất hiện
| Năm  | Tên                                        | Album               |
| ---- | ------------------------------------------ | ------------------- |
| 2015 | "Oyoge! Taiyaki-kun" (với Junichi Inagaki) | A Man and A Woman 5 |
| 2017 | "Kimi ni Todoke" (với Kobasolo)            | Collection          |
| 2017 | "Sangatsu Kokonoka" (với Kobasolo)         | Collection          |
| 2019 | "Baby I Love U" (với Kobasolo)             | Collection 2        |

### Các single đã tham gia

#### AKB48
- Manatsu no Sounds Good! (2012)
- Eien Pressure (2012)
- No Way Man (2018)

### Album đã tham gia

#### Album của AKB48
- High school days (Koko ni Ita koto)
- Koko ni Ita Koto (Koko ni Ita koto)
- Chokkaku Sunshine (1830m)
- Renai Sousenkyo (1830m)
- Aozora yo Sabishikunai ka? (1830m)
- Ponkotsu Blues (Tsugi no Ashiato)
- Kanashiki Kinkyori Renai (Tsugi no Ashiato)
- To go de (Koko ga Rhodes da, Koko de Tobe!)
- Music Junkie (0 to 1 no Aida)

### Khác
- "Pick Me" - Produce 48 (2018)
- "See You Again" - Produce 48 The Promise (2018)
- "We Together" - Produce 48 (2018)

## Phim ảnh

### Phim
| Năm  | Tên                          | Vai diễn     | Ghi chú |
| ---- | ---------------------------- | ------------ | ------- |
| 2012 | Shiritsu Bakaleya Koukou     | Nozomi Yuusa | [ 12 ]  |
| 2014 | Nemurihime: Dream On Dreamer | Hiiragi      | [ 13 ]  |

### Phim truyền hình
| Năm  | Tên             | Vai diễn | Kênh     | Ghi chú |
| ---- | --------------- | -------- | -------- | ------- |
| 2012 | Majisuka Gakuen | Miyu     | TV Tokyo | Mùa 3   |

### Chương trình truyền hình
| Năm       | Tên              | Vai trò  | Kênh          | Ghi chú                       |
| --------- | ---------------- | -------- | ------------- | ----------------------------- |
| 2010–2018 | AKBingo!         | Bản thân | Nippon TV     | Chương trình tạp kỹ           |
| 2011–2017 | AKB48 Nemousu TV | Bản thân | Family Gekijo | Chương trình tạp kỹ           |
| 2013–2018 | AKB48 Show!      | Bản thân | NHK           | Chương trình tạp kỹ           |
| 2018      | Produce 48       | Bản thân | Mnet          | Chương trình thực tế sống còn |

### Game
| Năm  | Tên                       | Vai trò  | Ghi chú |
| ---- | ------------------------- | -------- | ------- |
| 2010 | Pretty Rhythm: Mini Skirt | Miyumiyu | Mùa 2   |

## Chương trình radio
| Năm       | Tên                                                    | Vai trò                         | Đài phát sóng             |
| --------- | ------------------------------------------------------ | ------------------------------- | ------------------------- |
| 2013–2015 | AKB48 Konya wa Kaeranai ("AKB48 không về nhà tối nay") | MC (với Iwata Karen, Muto Tomu) | Chubu-Nippon Broadcasting |